# Kennet Andersson
Kennet Andersson (suec: Bernt Kennet Andersson)  (Eskilstuna, 6 d'octubre de 1967) és un exfutbolista suec de la dècada de 1990.
Fou 83 cops internacional amb la selecció sueca amb la qual participà en la Copa del Món de Futbol de 1994.
Pel que fa a clubs, defensà els colors de Eskilstuna (1982–88), Göteborg (1988–91), KV Mechelen (1991–92), Norrköping (1993), Lille OSC (1993–94), Caen (1994–95), AS Bari (1995–96), Bologna FC (1996–99 i 1999–2000), SS Lazio (1999), Fenerbahçe SK (2000–02) i Gårda BK (2005).